# Le Couvent (film, 1995)
Pour les articles homonymes, voir Le Couvent.
Pour plus de détails, voir Fiche technique et Distribution.
Le Couvent (O Convento) est un film portugais réalisé en 1995 par Manoel de Oliveira, avec Catherine Deneuve et John Malkovich, tiré du roman As Terras do risco de Agustina Bessa-Luís.

## Synopsis
Michael, chercheur, investit  avec sa séduisante femme Hélène un ancien couvent portugais pour trouver dans des livres présents la confirmation que Shakespeare est juif espagnol. D'étranges gardiens, amateurs de tarot, les reçoivent tandis que le diabolique régisseur Baltar intrigue de manière à approcher Hélène qui n'est, d'après ce qu'elle dit, pas insensible à son charme et à ses savoirs sur la mystérieuse et puissante forêt qui les entoure. Pendant ce temps, Baltar a réussi à ce que Michael soit fasciné par la belle et jeune Piedade, l'archiviste qui l'aide à mener ses recherches livresques. Touchée dans son orgueil, Hélène va à son tour manigancer pour se venger de la jeune femme en usant des services de son admirateur et licencieux Baltar.

## Fiche technique
- Titre : Le Couvent
- Titre original : O Convento
- Réalisation : Manoel de Oliveira
- Scénario : Manoel de Oliveira sur une idée de Agustina Bessa-Luís
- Photographie : Mário Barroso
- Montage : Manoel de Oliveira et Valérie Loiseleux
- Production : Paulo Branco
- Société de production : Madragoa Filmes, Gémini Films, La Sept Cinéma et Canal+
- Société de distribution : Amorces Diffusion (France)
- Pays de production :  Portugal et  France
- Langues originales : français, anglais, portugais
- Genre : drame
- Durée : 91 minutes
- Dates de sortie : 
  - France : 6 septembre 1995
  - Portugal : 22 septembre 1995

## Distribution
- John Malkovich : le professeur Michael Padovic
- Catherine Deneuve : Hélène
- Luís Miguel Cintra : Baltar
- Leonor Silveira : Piedade
- João Bénard da Costa : Baltazar
- Heloísa Miranda : Berta
- Gilberto Gonçalves : le pêcheur